# بطولة العالم لسباق الدراجات على الطريق 1984
بطولة العالم لسباق الدراجات على الطريق 1984 هي الدورة ال57 من بطولة العالم لسباق الدراجات على الطريق، أجريت في برشلونة، إسبانيا.

## برنامج المسابقات
رجال
- سباق الطريق ضد الساعة.
- سباق الطريق ضد الساعة للفرق.

سيدات
- سباق الطريق المداري.

شبان
- سباق الطريق المداري للشبان.

## النتائج النهائية
| المسابقة              | ذهبية                    | فضية                      | برونزية                 |
| --------------------- | ------------------------ | ------------------------- | ----------------------- |
| الرجال                |                          |                           |                         |
| سباق الطريق ضد الساعة | كلود كريكويليون (بلجيكا) | Claudio Corti (ITA)       | ستيف باور (كندا)        |
| الفريق البطل          |                          |                           |                         |
| السيدات               |                          |                           |                         |
| سباق الطريق المداري   |                          |                           |                         |
| شبان                  |                          |                           |                         |
| سباق الطريق المداري   | توم كوردس (هولندا)       | فرانكو كافاليني (إيطاليا) | اليكس بيدرسن (الدنمارك) |